# CAD Japan.com
CAD Japan.com（キャドジャパンドットコム）は、大塚商会が運営するCADポータルサイト。製造業に向けたCAD関連の情報発信を主に行っている。

## 沿革
2000年
製造業向けCADポータルサイトとしてオープン。オープン当初のサイト内容は以下の通り。米国のCAD関連ニュースの配信、CAD関連メーカーのニュースリリース情報、4000種類のフリーウェア、シェアウェアのダウンロード、会員向けサービスの部品のCADデータダウンロードなど。
2001年
ラティス・テクノロジーとOEM契約を締結し、3DCADデータをXVL（ラティスが開発した3Dデータを軽量化するフォーマットもしくは技術）に変換するASPサービスを開始
2005年
今までサービスに無かったCAD関連製品の情報発信などのコンテンツ追加が行われ、それをメインとする大幅リニューアルが実施。